# Morti nel 1975/Ottobre
| Questa pagina contiene informazioni ricavate automaticamente dalle voci biografiche con l'ausilio del template Bio e di un bot. L'aggiornamento è periodico e automatico e ricostruisce completamente la pagina. Se manca una persona in questa lista, sei pregato di non aggiungerla, ma accertati piuttosto che la sua voce biografica contenga il template Bio e che i dati anagrafici siano correttamente compilati. Se il template Bio manca, inseriscilo tu stesso o, in alternativa, metti l'avviso {{tmp\|Bio}} che ne segnala la mancanza. Se i dati riportati sono sbagliati, correggi direttamente la voce biografica; le modifiche saranno visibili in questa lista entro pochi giorni. Per chiarimenti vedi il progetto biografie. La lista contiene solo le 74 persone che sono citate nell'enciclopedia e per le quali è stato implementato correttamente il template Bio. Pagina aggiornata al 3 mar 2024. |

- 1º ottobre - Al Jackson Jr., batterista e musicista statunitense (n. 1935)
- 1º ottobre - Larry MacPhail, dirigente sportivo statunitense (n. 1890)
- 1º ottobre - Danijel Premerl, calciatore jugoslavo (n. 1904)
- 2 ottobre - Silvio Bompani, calciatore italiano (n. 1900)
- 3 ottobre - Charles Lacquehay, ciclista su strada, pistard e ciclocrossista francese (n. 1897)
- 3 ottobre - Alberto Macchi, calciatore e allenatore di calcio italiano (n. 1909)
- 3 ottobre - Guy Mollet, politico francese (n. 1905)
- 3 ottobre - Pietro Torretta, mafioso italiano (n. 1912)
- 4 ottobre - Pepe Biondi, comico argentino (n. 1909)
- 4 ottobre - May Sutton, tennista statunitense (n. 1886)
- 6 ottobre - Henry Calvin, attore statunitense (n. 1918)
- 7 ottobre - Anatolij Dneprov, romanziere sovietico (n. 1919)
- 7 ottobre - Georges Frey, violinista francese (n. 1890)
- 7 ottobre - Boris Kniaseff, ballerino e pedagogo russo (n. 1900)
- 8 ottobre - Walter Felsenstein, attore e regista teatrale austriaco (n. 1901)
- 8 ottobre - Frithjof Sælen, ginnasta norvegese (n. 1892)
- 10 ottobre - Giulio De Nardo, scacchista italiano (n. 1901)
- 10 ottobre - August Dvorak, psicologo e insegnante statunitense (n. 1894)
- 10 ottobre - Norman Levinson, matematico statunitense (n. 1912)
- 10 ottobre - Gustav von Vaerst, generale tedesco (n. 1894)
- 10 ottobre - Lillian Walker, attrice statunitense (n. 1887)
- 12 ottobre - Sorelle De Marchi, insegnante italiana (n. 1902)
- 12 ottobre - Giorgio Vecchietti, giornalista e conduttore televisivo italiano (n. 1907)
- 14 ottobre - Manuel López Llamosas, calciatore spagnolo (n. 1900)
- 15 ottobre - Vittorio Clemente, poeta italiano (n. 1895)
- 15 ottobre - Renato Clerici, calciatore italiano (n. 1904)
- 16 ottobre - Hugh Adcock, calciatore inglese (n. 1903)
- 16 ottobre - Vittorio Gui, direttore d'orchestra e compositore italiano (n. 1885)
- 16 ottobre - Felice Porro, generale e aviatore italiano (n. 1891)
- 16 ottobre - Carlo Romano, attore, doppiatore e sceneggiatore italiano (n. 1908)
- 16 ottobre - Lino Ziller, politico e partigiano italiano (n. 1908)
- 17 ottobre - Sandrino Contini Bonacossi, partigiano e scrittore italiano (n. 1914)
- 18 ottobre - Al Lettieri, attore statunitense (n. 1928)
- 19 ottobre - René Benedetti, violinista e docente francese (n. 1901)
- 21 ottobre - James Wilfred Cook, chimico inglese (n. 1900)
- 21 ottobre - Gunnar Holmberg, calciatore svedese (n. 1897)
- 21 ottobre - Charles Reidpath, velocista statunitense (n. 1889)
- 22 ottobre - Nino Bonanni, attore e doppiatore italiano (n. 1905)
- 22 ottobre - Gordon Hamilton-Fairley, oncologo australiano (n. 1930)
- 22 ottobre - Arnold J. Toynbee, storico inglese (n. 1889)
- 23 ottobre - Ugo Angelilli, politico italiano (n. 1897)
- 23 ottobre - Joseph De Craecker, schermidore belga (n. 1891)
- 23 ottobre - Michał Matyas, allenatore di calcio e calciatore polacco (n. 1910)
- 24 ottobre - Réal Lemieux, hockeista su ghiaccio canadese (n. 1945)
- 24 ottobre - Cipriano Mera, anarchico, sindacalista e generale spagnolo (n. 1897)
- 25 ottobre - Wilhelm Blunk, calciatore tedesco (n. 1902)
- 25 ottobre - Vladimir Herzog, giornalista e drammaturgo brasiliano (n. 1937)
- 25 ottobre - Frank Puglia, attore italiano (n. 1892)
- 27 ottobre - Peregrino Anselmo, calciatore e allenatore di calcio uruguaiano (n. 1902)
- 27 ottobre - Georges Carpentier, pugile e attore francese (n. 1894)
- 27 ottobre - Eugène Faure, ciclista su strada francese (n. 1902)
- 27 ottobre - Rolf Nesch, pittore norvegese (n. 1893)
- 27 ottobre - H.V. Porter, dirigente sportivo e inventore statunitense (n. 1891)
- 27 ottobre - Giovanni Rossi, presbitero italiano (n. 1887)
- 27 ottobre - Ángela Ruiz Robles, scrittrice e inventrice spagnola (n. 1895)
- 27 ottobre - Rex Stout, scrittore statunitense (n. 1886)
- 28 ottobre - Angelo La Barbera, mafioso italiano (n. 1924)
- 28 ottobre - Dario Maestrini, medico, fisiologo e scienziato italiano (n. 1886)
- 28 ottobre - Ettore Maria Margadonna, sceneggiatore, giornalista e critico cinematografico italiano (n. 1893)
- 28 ottobre - Franz Marszalek, direttore d'orchestra e compositore tedesco (n. 1900)
- 28 ottobre - Oliver Nelson, sassofonista, clarinettista e compositore statunitense (n. 1932)
- 28 ottobre - Benediktas Rutkūnas, scrittore lituano (n. 1907)
- 28 ottobre - Stan Stutz, cestista e allenatore di pallacanestro statunitense (n. 1920)
- 28 ottobre - Edith Woodford-Grimes, sacerdotessa britannica (n. 1887)
- 29 ottobre - Francesco Gargano, schermidore italiano (n. 1896)
- 29 ottobre - Edmund Langley Hirst, chimico inglese (n. 1898)
- 30 ottobre - Rodolfo Ferrari, fisiologo, biologo e farmacologo italiano (n. 1904)
- 30 ottobre - Gustav Hertz, fisico tedesco (n. 1887)
- 30 ottobre - Andrés Mazali, calciatore uruguaiano (n. 1902)
- 31 ottobre - S. D. Burman, compositore indiano (n. 1906)
- 31 ottobre - Joseph Calleia, attore statunitense (n. 1897)
- 31 ottobre - Gabino Coria Peñaloza, poeta, scrittore e paroliere argentino (n. 1881)
- 31 ottobre - Alfred Heinrich, hockeista su ghiaccio tedesco (n. 1906)
- 31 ottobre - Oreste Mosca, giornalista e scrittore italiano (n. 1892)